# 篠原村 (石川県)
篠原村（しのはらむら）は、石川県江沼郡に存在した村。

## 地理
日本海の海岸に面し、現在の加賀市の北部にあり、現在の村域には北陸自動車道が通っていて片山津インターチェンジが設置されている。
- 篠原の南側の一部は、柴山潟に面した。
- 産業は農業が主で、日本海、柴山潟に面したことから漁業も営まれていた。
- 治承・寿永の乱（源平合戦）の一つであった篠原の戦いのあった所であり、篠原古戦場、手塚光盛に討ち取られた斎藤実盛を葬った所であるとされる実盛塚、首洗池がある。ちなみに現在では新堀川には源平橋があり、町名に源平町、光盛の名をとった手塚町がある。

## 歴史
- 1889年（明治22年）4月1日 - 町村制施行により、篠原村、篠原新村、塩浜村、伊切村、新保村、柴山村が合併し、篠原村が成立。この時に篠原は「笹原」（しのはら）、篠原新は「笹原新」（しのはらしん）と表記を変更。
- 1896年（明治29年）4月 - 大字柴山が月津村に編入。
- 1939年（昭和14年） - 村内に大字手塚が成立。
- 1948年（昭和23年）4月1日 - 篠原中学校が片山津町立片山津中学校と統合、片山津町篠原村学校組合立片山津中学校（現・加賀市立片山津中学校）となる。
- 1951年（昭和26年） - 新堀川の開削事業が始まる（1964年（昭和39年）完成）。
  - 1951年 - 笹原、笹原新両大字の表記を「篠原」、「篠原新」に戻す。
- 1954年（昭和29年）9月30日 - 片山津町と合併。本村の6大字は片山津町の大字に継承。
- 1958年（昭和33年）1月1日 - 片山津町は大聖寺町、橋立町、山代町、動橋町、南郷村、三谷村、三木村、塩屋村と合併、加賀市が成立。旧・本村の6大字を含む19大字は加賀市の町名に継承。

## 教育
- 篠原村立篠原小学校
（加賀市成立後は加賀市立。1958年（昭和33年）9月1日に小塩辻小学校、塩津小学校と統合する形で金明小学校、柴山小学校と統合する形で湖北小学校がそれぞれ創立され、この際に旧・本村の区域の学区も二分された。）